# ثابو سيبتيمبر
ثابو سيبتيمبر (بالإنجليزية: Thabo September)‏ (3 نوفمبر 1982 بكنيسنا في جنوب أفريقيا - ) هو لاعب كرة قدم جنوب أفريقي في مركز الدفاع. لعب مع سوبر سبورت يونايتد ونادي بوشبكس.

## وصلات خارجية
- ثابو سيبتيمبر على موقع قاعدة بيانات كرة القدم.إي يو (الإنجليزية)